# Arizona (pel·lícula de 1913)
Arizona és una pel·lícula estatunidenca dirigida per Lawrence B. McGill estrenada el 1913. Pel·lícula muda, és considerada com el primer llargmetratge de la història del western.
Segons les fonts, la direcció és atribuïda a Lawrence B. Mcgill o a Augustus E. Thomas.

## Argument
Un oficial de la Cavalleria dels EUA sacrifica la seva reputació per salvar la de la dona infidel del seu oficial superior.

## Repartiment
- Robert Broderick: Henry Canby
- Cyril Scott: Tinent Denton
- Gail Kane: Bonita Canby
- William Conklin: capità Hodgman
- Francis Carlyle: Coronel Bonham
- H D. Blakemore: Dr. Fenlon
- Alma Bradley: Lena Kellar
- Gertrude Shipman: Estrella Bonham
- Wong Ling: Sam Wong
- Elizabeth McCall: Mrs. Canby
- Charles E. Davenport: Tony Mostano
- Charles Graham: Sergent Kellar